# Achiropsettidae
Famille
Les Achiropsettidae (Achiropsettidés) sont une famille de poissons plats. 

## Liste des genres et espèces
- genre Achiropsetta qui ne comprend qu'une espèce :
  - Achiropsetta tricholepis
- genre Mancopsetta
  - Mancopsetta maculata antarctica
  - Mancopsetta maculata maculata, le turbot moucheté
- genre Neoachiropsetta qui ne comprend qu'une espèce :
  - Neoachiropsetta milfordi
- genre Pseudomancopsetta
  - Pseudomancopsetta andriashevi